# Уваров, Михаил Семёнович (философ)
Михаи́л Семёнович Ува́ров (14 января 1955, Ленинград, СССР — 14 декабря 2013, Санкт-Петербург, Россия) — советский и российский философ. Доктор философских наук (1995), профессор кафедры философской антропологии С.-Петербургского государственного университета.

## Биография
Обучался на факультете радиоэлектроники Ленинградского политехнического института, затем на философском факультете Ленинградского государственного университета. Преподавал, занимая разные должности, в Балтийском государственном техническом университете им. Устинова (Военмех). В 1988 году защитил диссертацию на соискание учёной степени кандидата философских наук («Эвристическая функция метода антиномий в научном познании»), а в 1995 — докторскую («Антиномический дискурс в европейской культурной традиции»). В 1997 году ему было присвоено звание профессора.
Долгое время являлся заведующим кафедрой философии и культурологии Республиканского гуманитарного института (ИППК-РГИ) Санкт-Петербургского государственного университета, затем вплоть до своей кончины служил профессором кафедры философской антропологии философского факультета СПбГУ.

## Научная деятельность
В своих философских и культурологических исследованиях уделяет особое внимание взаимосвязи культурных универсалий русской и европейской мысли. Специфика данных взаимосвязей прослеживается на разнообразном историко-культурологическом материале.
На первом этапе исследований (1988—1995) им делается акцент на взаимосвязи классической и постклассической эпистемологии с историей культуры. Этой проблеме посвящён ряд работ по теории познания, философии музыки, российской и европейской ментальности, теме смерти в духовном опыте человечества. Особое внимание уделялось антиномической проблематике в истории европейской культуры.
В дальнейшем (1996—2000) круг его интересов расширяется до анализа главных тенденций современного историко-культурного процесса. Появляются работы, посвящённые анализу постмодернизма, культуре советского периода, метафизике исповедального слова, поэтике Санкт-Петербурга. Специфика современной культурной ситуации оценивается с точки зрения проникновения культурфилософского анализа в мир «постхайдеггеровской» метафизики, для которой фундаментальные онтологические определения становятся недостаточными: они должны быть дополнены определениями культурно-антропологического плана. В этом смысле «ситуация постмодерна» конца XX-начала XXI века не есть «отказ от классики», а наоборот, является логическим и позитивным продолжением основных тенденций европейской и мировой культуры.
В последние годы публикуются работы, посвящённые роли христианства в современной культуре. В них показано, что непредвзятый культурологический (и философский) взгляд на интеллектуальную историю человечества должен находить в богословии не ортодоксального противника, но союзника в вечном и продуктивном споре «благородных рыцарей» (И. Кант). Критиковал материалистическую философию истории.
В работах, посвящённых проблемам современной альтернативной и молодёжной культуры, отстаивал тезис о том, что контркультурные трансформации являются общей закономерностью развития европейской культуры и их некорректно связывать исключительно с процессами второй половины XX века.
Был участником и организатором ряда российских и международных конференций и конгрессов (Россия, Украина, Финляндия, Дания, Германия, США, Нидерланды, Польша, Венгрия, Хорватия, Италия, Индия). Опубликовал около 400 научных работ (1983—2012), в том числе ряд монографических исследований. Член международных обществ и ассоциаций по эстетике, семиотике, христианскому образованию. Главный редактор философско-культурологических альманахов «Фигуры Танатоса» (Вып. 1-7), «Парадигма» (№ 1-20), 1992—2012. Руководитель Центра современной философии и культуры («СОФИК») СПбГУ.

## Основные публикации (монографии)
- Философия и музыка: Диалог противоположностей? СПб.-Тирасполь, 1993;
- Антиномичность как атрибут научного мышления. Владивосток, 1993 (2-е издание — 2009);
- Дискурс антиномий и природа философской рефлексии. СПб., 1995;
- Бинарный архетип. СПб., 1996;
- Архитектоника исповедального слова. СПб., 1998;
- Перспективы метафизики: Классическая и неклассическая метафизика на рубеже веков. СПб., 2001 (в соавторстве);
- Идея поликультурного образования в русской традиции. СПб., 2004 (в соавторстве);
- Поэтика Петербурга. СПб., 2011;
- «Третья природа»: размышления о культуре и цивилизации, СПб., 2012;
- Наследие преподобного Иосифа Волоцкого в истории русской культуры. Lambert, 2012 (в соавторстве);
- Философия искусства: музыкальные акценты. — СПб.: Изд-во С.-Петерб. ун-та, 2013 и др.